# Endrigo (album 1963)
Endrigo è il secondo album del cantautore italiano Sergio Endrigo, pubblicato dalla RCA nel 1963.

## Tracce

### LP
Lato A
1. Se le cose stanno così – 2:45 (Alessandro Fersen, Luis Enriquez)
2. I principi in vacanza – 2:33 (Sergio Endrigo)
3. Annamaria – 3:04 (Sergio Endrigo)
4. Un giorno come un altro – 3:23 (Sergio Bardotti, Sergio Endrigo)
5. Forse penso anch'io a te – 3:23 (Sergio Bardotti, Sergio Endrigo)
6. La rosa bianca – 1:55 (José Martí, Sergio Endrigo)

Lato B
1. Era d'estate – 2:52 (Sergio Bardotti, Sergio Endrigo)
2. La guerra – 2:33 (Sergio Endrigo)
3. Ora che sai – 2:50 (Sergio Endrigo, Luis Enriquez)
4. Canta Pierrot – 2:07 (Cesare Andrea Bixio)
5. Devi ricordar – 2:41 (Nino Rastelli, Nino Casiroli)

- Durata brani ricavati dalla tracklist all'interno della copertina dell'album originale

## Musicisti
- Sergio Endrigo – voce
- Luis Enriquez e la sua Orchestra
- I 4 + 4 di Nora Orlandi – cori (brani: Annamaria, Un giorno come un altro, Forse penso anch'io a te e Devi ricordar)

Note aggiuntive
- Ciro Dansotti (alias Sandro Ciotti) – note retrocopertina album originale [1]

## Classifica
Singoli
| Anno | Titolo del brano       | Classifica | Posizione raggiunta |
| ---- | ---------------------- | ---------- | ------------------- |
| 1963 | Se le cose stanno così | Hit parade | 7                   |